# Meliola teramni
Meliola teramni är en svampart som först beskrevs av Pier Andrea Saccardo, och fick sitt nu gällande namn av Syd. & P. Syd. 1917. Meliola teramni ingår i släktet Meliola och familjen Meliolaceae.   Inga underarter finns listade i Catalogue of Life.